# Хималајски фазан
Хималајски фазан (лат. Catreus wallichii), је врста птице из монотипичног рода Catreus породице фазана. 

## Опис
Ова врста нема живописно перје какво има већина других врста фазана. На перју ове врсте видљиве су пруге беле, мркожуте и црне боје, перје ћубе је сиве боје, а кожа око очију црвене боје. Реп је дуг и има 18 пера, централна репна пера су најдужа, а боја репних пера је црна, смеђа, бела, мркожута и кестењаста. Женке су мало мање од мужјака.

## Понашање
Мужјаци су моногамни. Хималајски фазани се гнезде током лета на стрмим литицама, а у леглу се налази од 10 до 11 јаја.
Истраживања која су спроведена у горњем делу долине Беас, показала су да је хималајски фазан осетљив на узнемиравање људи.

## Распрострањеност и станиште
Хималајски фазан насељава висоравни и жбуњаке планинског венца Хималаја у Индији, Непалу и Пакистану. Најбројнији су у западном Непалу и индијским областима Кумаон, Гархвал, Тирхри-Гархвал, Кулу и Чамба. Истраживања спроведена 1981. и 2003. у области Дорпатана у западном Непалу указала су на постојање значајног броја јединки у овој облаасти (приближно 200 птица). У истраживању спроведеном 2010, откривен је значајан број јединки у индијском дистрикту Кулу у држави Химачал Прадеш. Током лета насељавају области на надморској висини од 1.800 до 3.000 метара.

## Угроженост
Због губитка станишта, мале популације и лова у неким областима, хималајски фазан се на црвеној листи IUCN налази као рањива врста. Хималајски фазан је једна од строго заштићених врста које се налазе на додацима (у прилогу I) CITES конвенције (Вашингтонског споразума о заштити врста). Покушаји поновног насељавања хималајских фазана који су узгајани у заточеништву на територији Пакистана су били неуспешни.